# Antonina Rodrigo
Pour les articles homonymes, voir Rodrigo et García.
Antonina Rodrigo, de son nom complet Antonina Rodrigo García, née à Grenade, en Andalousie, en 1935, est une écrivaine, féministe et républicaine espagnole, dont le travail est lié aux études de genre.
Elle est considérée comme l'une des spécialistes des biographies liées à la Seconde République, à la Guerre civile espagnole et à l'exil, ainsi que de la récupération du rôle des femmes dans l'histoire.

## Biographie
Née à Grenade le 4 février 1935, Antonina Rodrigo grandit dans le quartier d'Albaicín, dans les hauteurs de la ville. La jeune Antonina étudie à l'école laïque de Grenade, l'Académie-collège de Nuestra Señora del Carmen, fondée par une enseignante républicaine, Francisca Casares Contreras, où étudie également Tica Fernández Montesinos, l'une des nièces du poète Federico García Lorca.
En 1965, elle épouse le militant du syndicat anarchiste de la CNT Eduardo Pons Prades à Grenade. Antonina choisit pour son mariage le 1er septembre, date de naissance de la figure mythique Mariana Pineda.
Le couple s'installe à Madrid, puis en France, dans les villes de Carcassonne et de Perpignan, avant de pouvoir s'établir à Barcelone en 1970.

## Carrière et œuvre
De formation autodidacte, elle commence sa carrière dans les journaux Patria et Ideal, où elle effectue des reportages en combinant le récit journalistique et les recherches historiques. Plus tard, elle collabore également au Diario de Granada ainsi qu'aux revues Triunfo, Historia y vida, Norma, Caracol, Ínsula et Tiempo de Historia.
Elle débute la rédaction de livres sous le franquisme, faisant fi de la censure, en 1960 (Retablo de Nochebuena) puis se tourne vers le théâtre avec les pièces Almagro y su corral de comedias (1970), María Antonia la Caramba: el genio de la tonadilla en el Madrid goyesco (1972) et Margarita Xirgu y su teatro (1974).

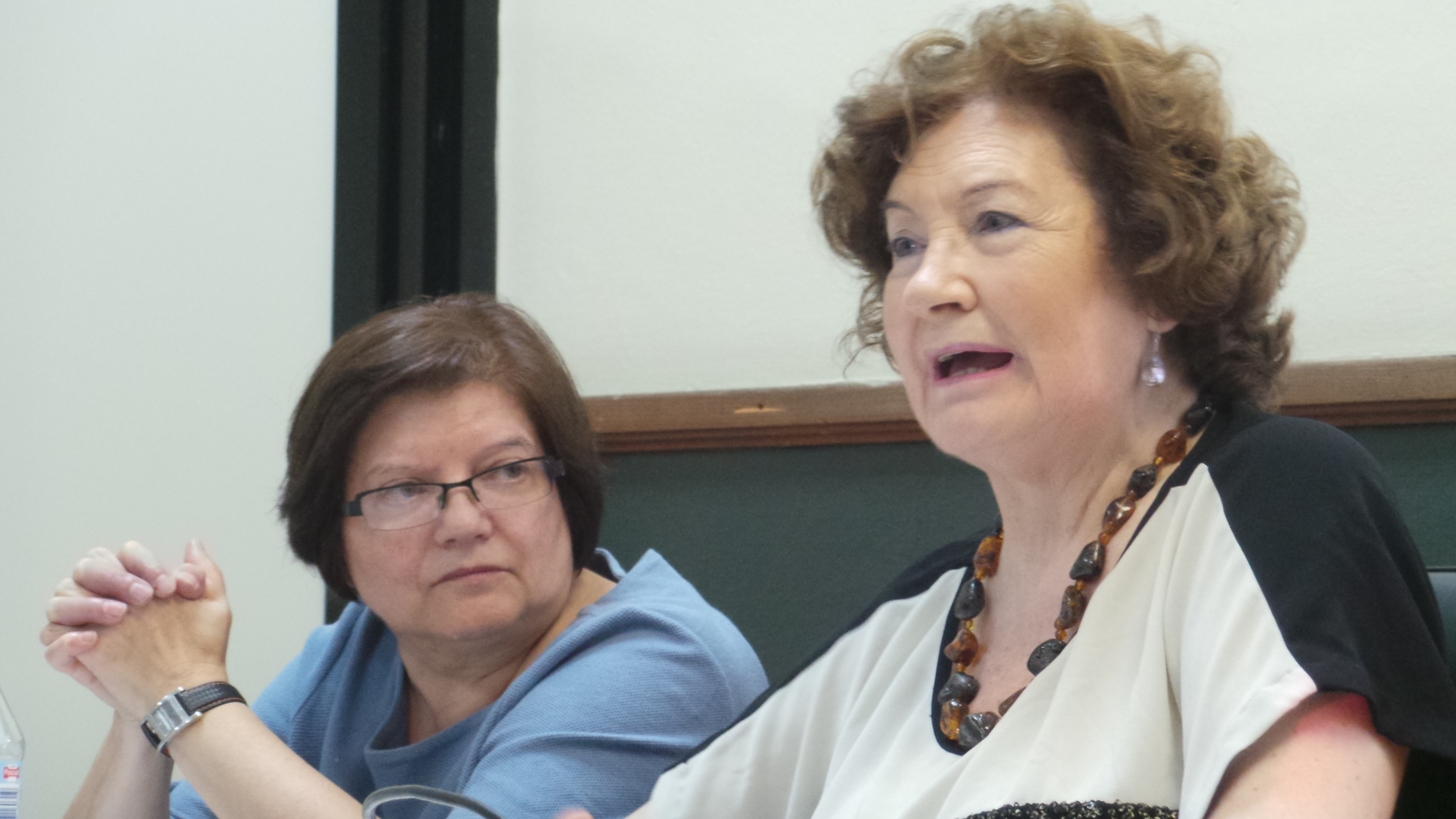
Antonina Rodrigo et la chercheuse Carmen García Colmenares à l'Université d'été des Études de Genre à Palma de Majorque en 2015.

Son travail se caractérise par la volonté de mettre en lumière le parcours et la vie des femmes illustres, le plus souvent oubliées par l'histoire officielle en raison du régime de Franco. On lui doit ainsi les travaux sur l'héroïne Mariana Pineda, la scientifique Beatriz Galindo, les écrivaines María Lejárraga (qui sera plagiée par Disney), Anna Maria Dalí (sœur de Salvador Dalí) et María Teresa León.
Son travail porte également sur les grandes figures féministes, scientifiques et intellectuelles exilées sous la dictature, comme la doctoresse Amparo Poch, qui prône l'amour libre et la bisexualité, la chimiste María Teresa Toral, l'actrice Margarita Xirgu, la ministre Federica Montseny qui dépénalise le droit à l'avortement sous la République, la philosophe María Zambrano, l'artiste Magda Donato et l'universitaire Aurora Arnáiz.
Elle travaille également sur les biographies des femmes mythiques de l'histoire de l'Espagne, telles la danseuse María Antonia Vallejo Fernández dite La Caramba, la soldate Rosario Sánchez Mora dite La Dinamitera qui termine sa vie comme marchande de tabac, ou encore la célèbre Pasionaria, Dolores Ibárruri.
Elle a également publié sur des hommes au destin hors du commun, avec des travaux sur le peintre Salvador Dalí, le poète Federico García Lorca, et leur relation tourmentée à cause de Luis Buñuel à la Résidence d'étudiants de Madrid, ou encore sur le chirurgien Josep Trueta.
De son expérience de l'exil et de l'histoire des exilées du franquisme, notamment en France, sont nées deux œuvres majeures : Mujeres para la historia. La España silenciada del siglo XX (1979), préfacé par l'écrivaine Montserrat Roig, et Mujer y exilio 1939, préfacé par l'écrivain Manuel Vázquez Montalbán (1999).

## Reconnaissance institutionnelle
- Prix International de Journalisme Manuel de Falla (1975) ;
- Finaliste du Premio Espejo de España pour l'œuvre Lorca-Dalí: una amistad traicionada (1981) ;
- Prix International de l'Académie Européenne des Arts (1988) ;
- Premio Aldaba de Grenade (1989) ;
- Premio a la Lealtad Republicana (en français: Prix à la Loyauté républicaine) de l'association Manuel Azaña. Madrid (2000) ;
- Creu de Sant Jordi de la Généralité de la Catalogne (2006) ;
- Premio María Zambrano, Séville (2010) ;
- Prix Seco de Lucena de journalisme, Grenade (2011) ;
- Médaille d'or de la ville de la Grenade[12] (2015) ;
- Médaille d'argent de la Députation de Grenade[13] (2016);
- Médaille de l'Andalousie (2017) ;
- Médaille "Resurrection" de l'amicale de Ravensbrück (2017) ;
- Médaille de la Fondation Internationale Olof Palme, Barcelone (2020)[14].